# Ernst Nobs
Ernst Nobs (Seedorf, 14 juli 1886 - 15 maart 1957) was een Zwitsers politicus.
Nobs was de zoon van een kleermaker en horlogemaker en volgde een opleiding tot leerkracht. Vanaf 1906 werkte hij als onderwijzer in Wynau en Ostermundigen.
Hij was lid van Sociaaldemocratische Partij van Zwitserland (SP) en werd in 1910 gekozen tot de voorzitter SP in het kanton Bern. In 1912 stopte hij zijn werk als onderwijzer en werd journalist. Later verhuisde hij naar het kanton Zürich waar hij ook heimatberechtigt was. Nobs werd tot voorzitter van de SP in het kanton Zürich gekozen. Hij maakte sinds 1935 deel uit van de Regeringsraad van het kanton Zürich en beheerde het departement van Justitie, en later van Economische Zaken. Hij was van 1 mei 1940 tot 30 april 1941 president van de Regeringsraad.
In 1942 werd Nobs tot voorzitter van de gemeenteraad van de stad Zürich gekozen als opvolger van Emil Klöti.
Op 15 december 1943 werd Nobs als eerste sociaaldemocraat in de Bondsraad gekozen. Hij bleef in de Bondsraad tot 31 december 1951, nadat hij op 13 november van dat jaar zijn aftreden bekendmaakte.
Tijdens zijn lidmaatschap van de Bondsraad beheerde Nobs het Departement van Financiën en Douane.
Nobs was in 1948 vicepresident en in 1949 bondspresident.